# Енот (Южный Парк)
«Енот» (англ. The Coon) — второй эпизод 13 сезона (№ 183) сериала «Южный парк», премьера которого состоялась 18 марта 2009.

## Сюжет
Картман возомнил себя супергероем «Енотом» (англ. The Coon), но никто не воспринимает его всерьёз. Эрик решает рассказать о себе миру. Выступление с докладом о Еноте в школе не возымело эффекта, акция Енота в аэропорту — тоже, майки с надписью «Кто такой Енот?», в одной из которых он и сам ходит, также не помогают. Тем временем, в городе появляется новый супергерой — Мистерион, который вступает в конфликт с Енотом. При этом Мистериона все принимают всерьёз: о нём передают по телевизору, пишут в газетах, делают комиксы, его считают символом города. Это доводит Картмана до бешенства, и он начинает допрашивать всех в школе на предмет того, он ли Мистерион. Никто не сознаётся. Тогда Эрик обращается к двум суперзлодеям — Профессору Хаосу и Генералу Бардаку. Попав к ним в логово, он находит список подозреваемых (ученики четвёртого класса, из которых вычеркнуты Токен, Джимми, Картман и Тимми. Что странно, там нет ни одной девочки, Пипа, Билла, Фосси, Терренса и Брэдли). Ни к чему это не приводит, и Эрик решает пойти на шантаж Мистериона, заставив Профессора Хаоса угрожать взрывом больницы, если Мистерион не снимет маску. Тем временем Мистерион приходит к Кайлу и просит того о помощи. Енот действительно минирует здание, и прямо на предполагаемое место взрыва приходит Мистерион. Профессор Хаос и Генерал Бардак почти побеждают его, однако Мистерион приходит в себя, и Картман-Енот, стоящий неподалёку, делает вид, что приходит к нему на помощь, и выбивает у Профессора Хаоса зуб. Енот говорит, что появится ещё какой-нибудь псих, который причинит людям вред, если Мистерион не откроет свою личность, тот соглашается. Он снимает маску с глаз (капюшон продолжает закрывать большую часть лица), и все персонажи (но не зритель) узнают одного из одноклассников Картмана. Мистериона уводят в тюрьму «за любительство», а Эрик радуется.

## Вырезанная концовка[1]
Последние 45 секунд серии были вырезаны: Картман, довольный, уезжает на своём трёхколёсном велосипеде, а тем временем в тюрьме выключают свет. «Спокойной ночи, Мистерион» — полицейский говорит Кайлу. Но Кайл — не Мистерион, он переоделся Мистерионом, чтобы взять вину на себя. Настоящий Мистерион раскрывает ему своё лицо: Кайл не может поверить (зрителю всё равно не понятно, кто это). Тем не менее, в варианте серии без вырезанной концовки присутствует сцена, в которой Мистерион приходит к Кайлу с просьбой о «кое-какой помощи». По сути этот эпизод становится бессмысленным без вырезанного финала.

## Факты
- Жители города принимают всерьёз ещё и Профессора Хаоса (Баттерса) с Генералом Бардаком (Дуги). В новостях объявили о террористе, грозившемся взорвать больницу, а при их появлении молодая девушка сразу их узнала. Сержант Ейтц не даёт выстрелить полицейскому-снайперу в Хаоса, со словами «Неужели ты думаешь, что твои пули могут ему навредить?!»
- В лаборатории Хаоса видны аквариумные рыбки, странная то ли кошка, то ли собака — это «Экспериментальные миньоны». Можно увидеть и самих миньонов — хомяков.
- Когда Эрик в костюме енота, у него 4 пальца на руке, в обычной жизни — 5.
- В центре лаборатории — «киберхаус» (на самом деле кубик Рубика), который, по словам Баттерса-Хаоса, может уничтожить мир за секунду.
- Личность Мистериона осталась тайной — она откроется лишь в серии «Восхождение Мистериона».
- В прозвище «Енот» также проявляется традиционный расизм Картмана: слово «coon», якобы сокращённое от английского «racoon» (енот), является уничижительным прозвищем черных[источник не указан 3642 дня].

## Пародии
- Начальная сцена (кадры, когда камера поднимается вверх от газеты, лежащей на асфальте) — прямая отсылка к графической новелле, а впоследствии и фильму «Хранители». Реплики Енота в начале эпизода пародируют фразы Роршаха из упомянутой новеллы.
- Начальная сцена, когда Эрик на крыше произносит свою речь о городе, — это пародия на начальную сцену фильма «Мститель».
- Финальная сцена, в которой Картман-Енот уезжает на своем велосипеде в сторону горизонта, а также сюжетный ход с угрозой взорвать больницу, являются прямыми цитатами из фильма «Тёмный рыцарь».
- Музыка и изменённые голоса Енота и Мистериона тоже пародируют фильм «Тёмный рыцарь».
- Сцена противостояния в строящемся здании отсылает к финальной битве в фильме «Человек-паук: Враг в отражении».

## Отсылки к другим эпизодам
- В аэропорту Хилтон служащий спрашивает у Эрика: «А разве это не вы устраивали конференцию рыжих и концерт в пользу себя, больного СПИДом?» — эти случаи относятся к эпизодам «Рыжие дети» и «Проблема с гландами».
- В сцене, когда Мистерион скрывается от Картмана, поджигая петарды, тот кричит «Эй, козёл! В Колорадо фейерверки запрещены!». Запрет на фейерверки упоминается в эпизоде «Лето — отстой». Он был установлен в Колорадо после того, как один мальчик из Норт-Парка получил увечье при взрыве петарды.